# Liste der Monuments historiques in Villiers-le-Bois
Die Liste der Monuments historiques in Villiers-le-Bois führt die Monuments historiques in der französischen Gemeinde Villiers-le-Bois auf.

## Liste der Objekte
| Bezeichnung                         | Beschreibung                                                                 | Standort                              | Kennzeichnung | Schutzstatus | Datum | Bild |
| ----------------------------------- | ---------------------------------------------------------------------------- | ------------------------------------- | ------------- | ------------ | ----- | ---- |
| Skulptur Madonna mit Kind           | Kalkstein, farbig gefasst, um 1600                                           | in der Kirche St-Jean-Baptiste (Lage) | PM10004859    | Inscrit      | 1985  |      |
| Hauptaltar                          | Retabel; Kalkstein, farbig gefasst und vergoldet, Mitte des 16. Jahrhunderts | in der Kirche St-Jean-Baptiste (Lage) | PM10002943    | Classé       | 1913  |      |
| Prozessionsstab Johannes der Täufer | Eichenholz, farbig gefasst und vergoldet, erste Hälfte des 19. Jahrhunderts  | in der Kirche St-Jean-Baptiste (Lage) | PM10004860    | Inscrit      | 1985  |      |